# NGC 2393
NGC 2393 est une galaxie spirale située dans la constellation des Gémeaux. NGC 2393 a été découverte par l'astronome français Édouard Stephan en 1885.

## Caractéristiques
Sa vitesse par rapport au fond diffus cosmologique est de5 034 ± 11 km/s, ce qui correspond à une distance de Hubble de 74,2 ± 5,2 Mpc (∼242 millions d'al).
À ce jour, six mesures non basées sur le décalage vers le rouge (redshift) donnent une distance de 65,150 ± 2,521 Mpc (∼212 millions d'al), ce qui est légèrement à l'extérieur des valeurs de la distance de Hubble. Notons cependant que c'est avec la valeur moyenne des mesures indépendantes, lorsqu'elles existent, que la base de données NASA/IPAC calcule le diamètre d'une galaxie et qu'en conséquence le diamètre de NGC 2393 pourrait être d'environ 28,1 kpc (∼91 700 al) si on utilisait la distance de Hubble pour le calculer.
La classe de luminosité de NGC 2393 est III et elle présente une large raie HI.